# Teclas direcionais

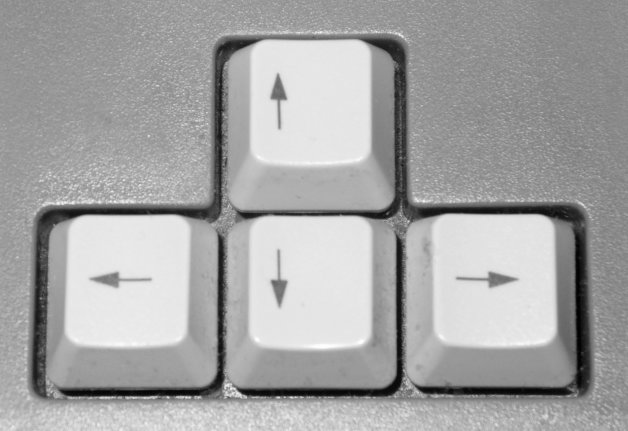
Teclas direcionais.

As teclas direcionais (também chamados em sua forma em inglês: arrow keys) são teclas em um teclado de computador que são designadas para a função de controle de movimento de um cursor para uma direção específica. São geralmente encontrados na parte inferior à direita do teclado em um formato de T invertido.
Os computadores da PLATO da década de 1960 e 1970 utilizavam o formato WAXD para direcionais, o Sinclair ZX80 de 1980 implementou teclas direcionais no teclado numérico nas teclas 5678. O primeiro computador a implementar as teclas direcionais no formato T invertido foi o LK201 em 1982.
Em jogos eletrônicos é comum a substituição das teclas direcionais pelas teclas WASD combinadas com o mouse. O jogo Moria de 1975 utilizava as teclas WAD enquanto Castle Wolfenstein de 1981 utilizava os comandos completos de WASD.